# Pledging My Love
Pledging My Love (engl. für Mein Liebesversprechen) ist eine von 
Don Robey und Fats Washington konzipierte Blues-Ballade, die manchmal nach ihrer ersten Zeile auch unter dem Titel Forever My Darling (Für immer, mein Liebling) aufgeführt wird.

## Aufnahmen
Das Lied erschien erstmals 1954 in der Version von Johnny Ace auf Single und wurde von einer Vielzahl von Künstlern gecovert. Zu einer der berühmtesten Aufnahmen gehört jene von Elvis Presley, auf dessen letzter zu Lebzeiten veröffentlichten Single „Way Down“ sie 1977 als B-Seite erschien. Weitere überaus bekannte Versionen sind jene von Emmylou Harris aus dem Jahr 1983 und von Aaron Neville aus dem Jahr 1990.
Außerdem wurde das Lied (in alphabetischer Reihenfolge) unter anderem von Louis Armstrong, Jesse Belvin, Brook Benton, Teresa Brewer, Freddy Fender, The Fleetwoods, Aretha Franklin, John Holt, Tom Jones, Roy Orbison, Wilson Pickett, The Platters, Percy Sledge, Johnny Tillotson und Kitty Wells aufgenommen.
Im Duett wurde das Lied unter anderem von Jackie Edwards und Millie Small sowie von Marvin Gaye und Diana Ross aufgenommen.

## Inhalt
Das Lied ist ein Liebesversprechen, das um nichts anderes als die ebenso unerschütterliche Gegenliebe bittet. So heißt es in der ersten Strophe: 

“Forever my darling our love will be true.

Always and forever I'll love only you.

Just promise me darling your love in return.

May this fire in my soul dear forever burn.”

„Auf immer und ewig wird unsere Liebe bestehen

Und meine Liebe nur dir gelten.

Versprich mir nur, Liebling, dass du genauso fühlst.

Möge das Feuer der Liebe ewig in mir brennen.“

## Trivia
Das Lied erschien jeweils kurz vor dem Tod sowohl von Johnny Ace als auch von Elvis Presley.